# ث
‎（阿拉伯语：‎）是阿拉伯字母中的第4個字母，屬於太陽字母。

## 概要

### 字源
源於腓尼基字母𐤕，與希伯來字母「ת」、希臘字母的「Τ」、拉丁字母的「T」和西里爾字母的「Т」同源。與「ت」的差別僅在點的個數。

### 讀音

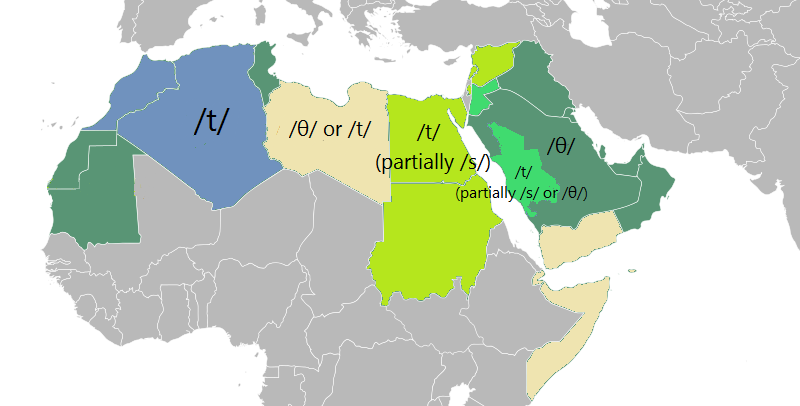
各地方言中「ث」的讀音

在現代標準阿拉伯語中發音為清齒擦音/θ/，但在某些阿拉伯語方言中發音與「ت」或「س」相同。

### 字體變化
依據字母在詞語位置的不同，其書寫形式也會有所變化：
| 在词语中的位置：        | 独立 | 尾部 | 中部 | 首部 |
| ----------------------- | ---- | ---- | ---- | ---- |
| 誊抄体： （显示异常？） | ث‎    | ـث‎   | ـثـ‎  | ثـ‎   |
| 波斯体： （显示异常？） | ث‬    | ـث‬   | ـثـ‬  | ثـ‬   |